# Sautiera
Sautiera es un género de plantas con flores perteneciente a la familia Acanthaceae. El género tiene dos especies de hierbas nativas de  Timor.

## Especies
- Sautiera decaisnii
- Sautiera tinctorum